# Río Anabar
El río Anabar (en ruso: Анабар es un largo río ruso localizado en el norte de Siberia que desemboca en el mar de Láptev. Tiene una longitud de 939 km —incluidos los 457 km de una de sus fuentes, el río Bolshaya Kuonamka — y drena una cuenca de unos 100 000 km² (mayor que países como Corea del Sur, Hungría o Portugal) del noreste de la meseta de Siberia Oriental, que constituye la parte más antigua del basamento siberiano. En términos de superficie de cuenca, el Anabar ocupa el sexto lugar entre los ríos de Yakutia y el 22.º en Rusia. Su descarga media anual es de 564 m³/s, concentrada en gran medida a principios del verano, cuando se derrite el hielo que cubre el río desde finales de septiembre-principios de octubre a principios de junio. Discurre por una zona prácticamente despoblada, siendo los asentamientos más grandes: Saskylakh (2345 hab. en 2021), Yuriung-Jaya (1147 hab.) Ebelyakh (ahora deshabitado) y Zhilinda (709 hb.).
Administrativamente, el río discurre íntegramente por la república de Sajá de la Federación de Rusia, cruzando los distritos de Olenyoksky y Anabarsky.

## Hidrónimo
Hay varias hipótesis sobre el origen del hidrónimo, incluido el origen yakuto, koriako y chukchi. La versión más probable es una combinación de yucaguir Anu y del evenki Bir, igualmente traducidos como 'agua'.

## Geografía

### Curso
El río Anabar nace de la confluencia del río Bolshaya Kuonamka (Большая Куонамка; en yakuto: Анаабыр, romanizado: Anaabır) y del río Málaya Kuonamka ((en ruso: Малая Куонамка, lit. 'Pequeño Kuonamka'; en yakuto: Кыра Куонамка, Kıra Kuonamka), en el extremo meridional de la meseta de Anabar (parte de la meseta central siberiana ). Su fuente más lejana, el Bolshaya Kuonamka, nace en el parte oriental de la república de Sajá, en la frontera con el Krai de Krasnoyarsk, unos 300 km al norte del círculo polar ártico, a una altitud de 700 m sobre el nivel del mar,  donde el río forma un valle de carácter montañoso con riberas escarpadas y zonas de rápidos.
Discurre primero en dirección este, ligeramente hacia el Norte, por el piedemonte de la meseta de Anabar, para después de unos 300 km virar decididamente hacia el Norte, por las tierras bajas del norte de Siberia hasta encontrarse, por la derecha con el Málaya Kuonamka, lugar donde nace verdaderamente el río Anabar.  Aquí el valle del Anabar se expande significativamente y el río adquiere un carácter de río de llanura.  Desemboca en el mar de Láptev, después de un largo recorrido de 939 km, en un estuario que lleva su nombre, en la homónima bahía del Anabar, justo al este del río Játanga y al oeste del río Oleniok y del río Lena. Cerca de la boca, hacia el este, está la ciudad de Nordvik. En su curso bajo hay más de 12 000 cursos de agua y 22 000 lagos.

La bahía del Anabar es considerado el fiordo más oriental de Rusia, y es muestra del punto en el que el clima durante el Último Máximo Glacial era demasiado seco para formar glaciares. La evidente transición de fiordos a deltas en las bocas de los ríos es corroborada por la proximidad del delta del Lena, algo más al este, ya que todos los ríos que desaguan a partir del Lena en el océano Ártico lo hacen a través de deltas.
El río discurre por una región remota con un clima muy severo, por lo que está prácticamente despoblada, sin ninguna ciudad de importancia, siendo la localidad más importante Saskylach, situada a unos 200 km de la boca.
El río Anabar se hiela a finales de septiembre-principios de octubre y se deshiela a principios de junio. En su curso bajo el río es navegable en los meses estivales hasta Dzhelindy.
La cuenca de Anabar se encuentra entre las cuencas de los ríos Jatanga y Olenyok. La desembocadura del río está en la bahía del Anabar. Su descarga media anual es de 564 m³/s, concentrada en gran medida a principios del verano, cuando se derrite el hielo que cubre el río durante la mayor parte del año. El río Uele desemboca en el mar de Laptev cerca de la desembocadura del Anabar, pero no es su afluente.

### Afluentes
Sus principales afluentes son, en dirección aguas arriba:
- a 0,8 km de la boca: por la izquierda, el río Suolama (Суолема) (de 262 km de longitud y una cuenca de 7440 km²);
- a 53 km: por la izquierda, el río Charabyl/Kharabyl (Харабыл) (de 139 km y 3180 km²);
- a 85 km: por la izquierda, el río Konnies (Конниес) (de 103 km y 1090 km²);
- a 247 km: por la derecha, el río Udya (Удя o Уджа) (de 342 km de longitud, con sus fuentes 455 km, y con una cuenca de 15 700 km²);
- a 304 km: Mayat (Маят) (de 115 km y 1030 km²);
- a 361 km: por la derecha, Ebelyakh (Эбелях) (de 108 km y 1890 km²);
- a 380 km: por la derecha, el Malaya Kuonamka ('Pequeño Kuonamka') (de 453 km y 24 800 km²).

## Hidrología
Se alimenta principalmente de la nieve y la lluvia. El caudal medio anual es de  498 m³/s. El río permanece helado desde finales de septiembre hasta principios de junio. El caudal es de 14,455 km³/año (Saskylakh g/p); En la desembocadura, el caudal alcanza los 17,8 km³/año.
La turbidez del agua del río no supera los 100 g/m³. La mineralización del agua es baja; durante las inundaciones no supera los 50 mg/l. Según su composición química, el agua de río pertenece a la clase de los hidrocarbonatos y al grupo del calcio.

### Hidrometría: los caudales en Saskylakh
El caudal del río se observó durante 46 años (período 1954-1999) en Saskylakh, localidad situada a unos  200 km aguas arriba de su desembocadura en la bahía del Anabar.
En Saskylakh, el caudal medio anual observado durante este período fue de  453 m³/s para una zona de drenaje de más o menos  78 800 km², o aproximadamente el 80% de toda la cuenca hidrográfica, que tiene aproximadamente 100 000 km², incluida la cuenca del Ouèlé. Por tanto, el caudal anual de agua en la cuenca ascendió a  181 mm, lo que puede considerarse moderadamente alto en el contexto del noreste de Siberia.
El caudal mínimo mínimo de estiaje se observa de febrero a abril, con un caudal de  0 m³/s, es decir que el río, completamente congelado, deja de fluir durante al menos durante unos  tres meses. El caudal máximo medio mensual es el de junio, con 3196 m³/s. Por tanto, las variaciones estacionales son enormes. Durante el período de observación de 46 años, el caudal máximo mensual fue de  5000 m³/s en junio de 1967.
| Caudal medio mensual del río Anabar en la estación hidrológica de Saskylakh (Ddatos calculados durante 46 años (1954-1999), en m³/s) |
| |

## Uso económico
El río es navegable en su tramo inferior. Se explota los recursos pesqueros, con capturas de nelma, muksun, omul y vendace.
La cuenca del río Anabar es rica en yacimientos de diamantes, una de las más ricas del mundo después de Sudáfrica y Australia. Su extracción convirtió a la Unión Soviética, y ahora a Rusia, en uno de los mayores productores mundiales de diamantes. Sigue siendo el pilar económico de la región. Los yacimientos más destacados son  Анабыр

## Historia
Históricamente, la cuenca del río Anabar ha estado habitada por los evenkis.
Vasiliy Sychev fue el primer ruso en llegar al río en 1643.

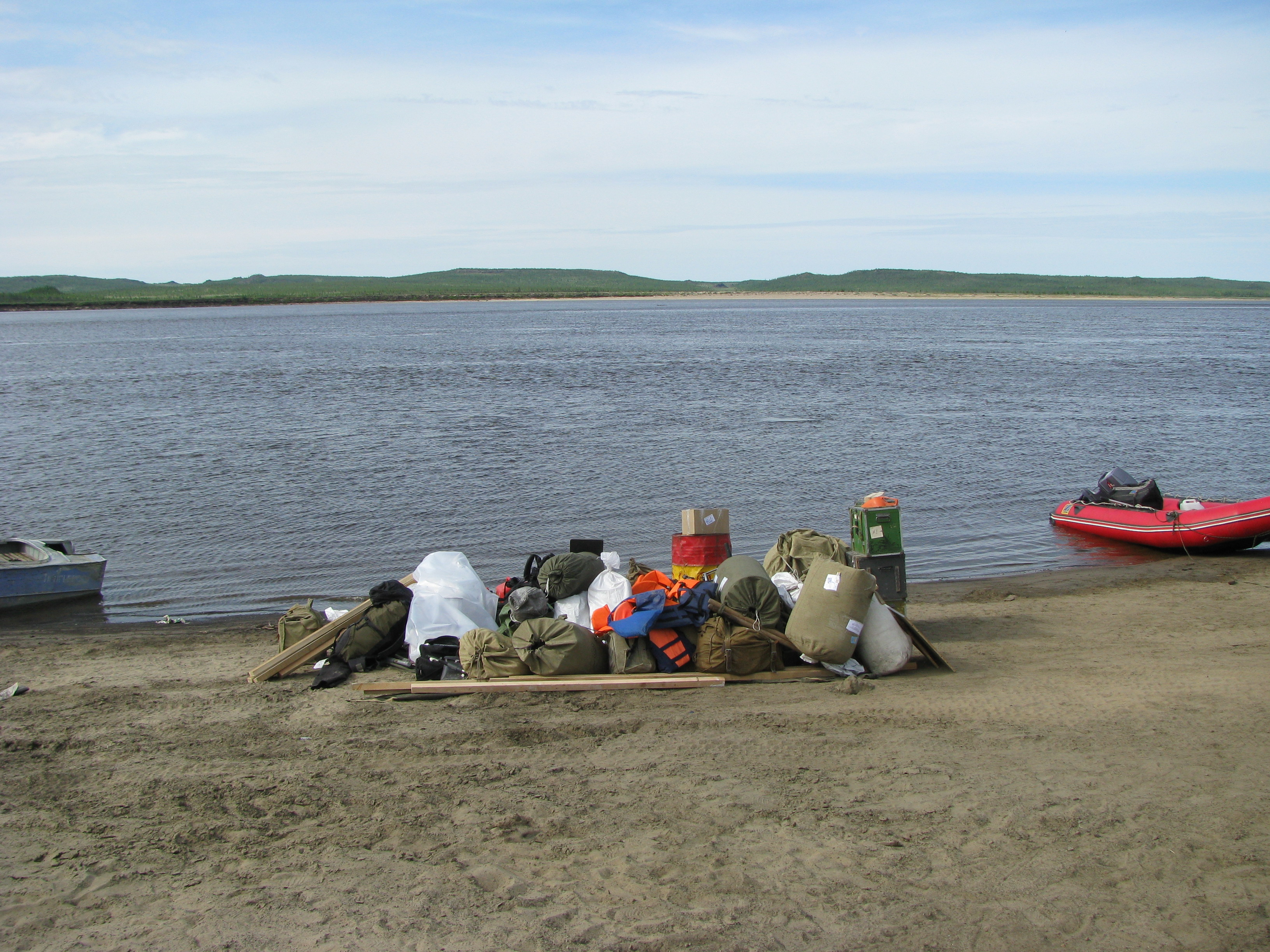
Cerca del pueblo de Saskylakh
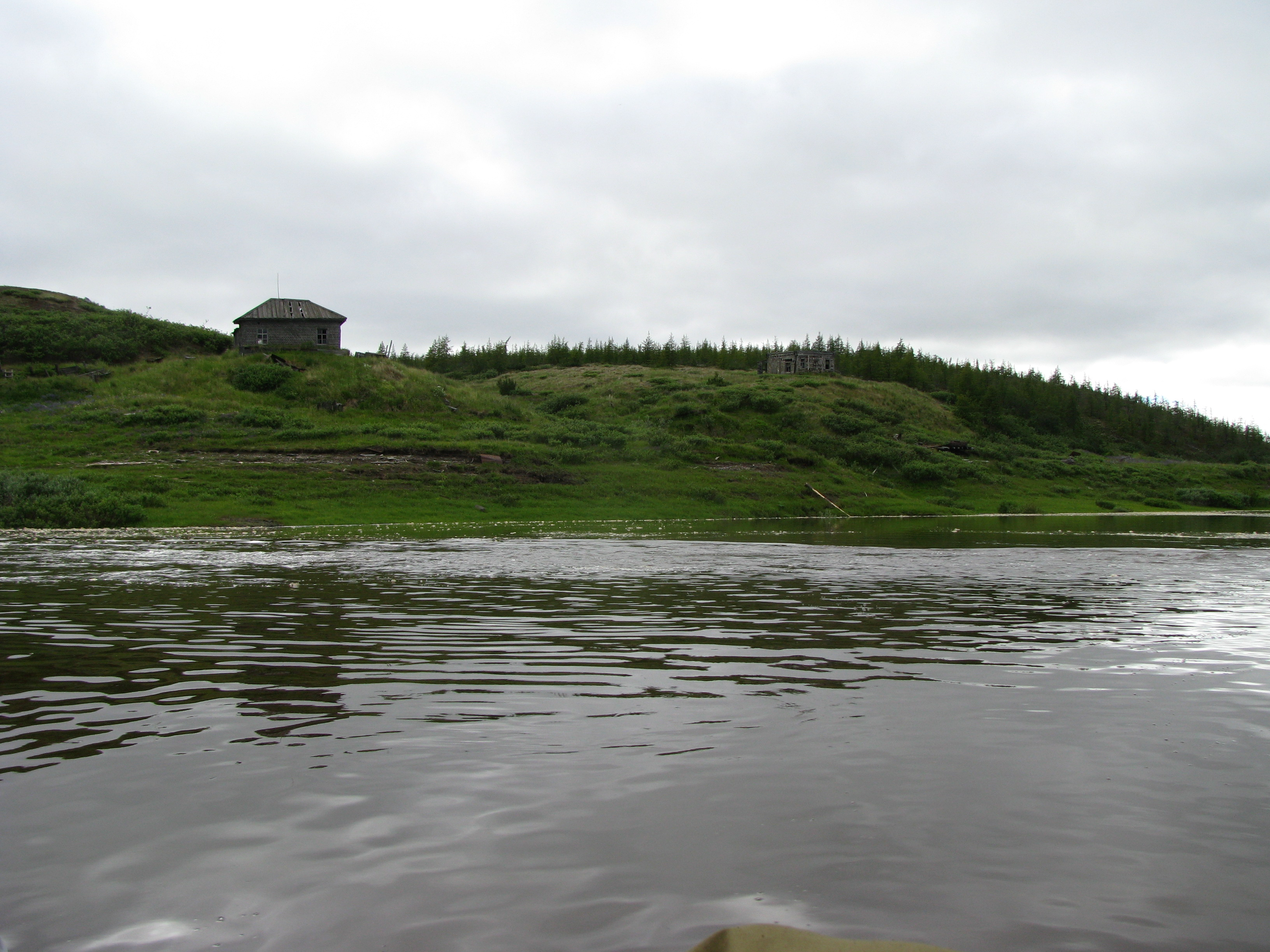
Doruokha, un pueblo abandonado a la orilla del río